# Kim Geybels
Pour les articles homonymes, voir Geybels.
Kim Geybels (née le 29 octobre 1981 à Herck-la-Ville) est une femme politique belge flamande, ex-membre du N-VA, ayant occupé la sixième place de la liste.
Elle est médecin urgentiste à Overpelt.

## Carrière politique
Elle a prêté serment comme sénatrice belge le 6 juillet 2010, elle fut forcée à la démission par son parti deux mois plus tard à la suite de son implication dans une affaire de drogue à Bangkok.

## Scandale
En 2010, à Bangkok où elle passait ses vacances avec son compagnon, Bas Luyten, elle et ce dernier sont entrés en contact avec des dealers locaux qui auraient tenté de leur extorquer de l'argent en les menaçant d'aller tout raconter à la police. Dépouillés et se rendant compte de l'ampleur de la situation, Kim Geybels et Bas Luyten se sont rendus immédiatement à l'ambassade de Belgique qui s'est occupée de leur rapatriement.
Cette affaire, est très rapidement devenue un réel scandale politique en Belgique, compte tenu du statut des intéressés, Bas Luyten étant aussi un membre du parti politique N-VA, et de surcroît, collaborateur personnel de la sénatrice.[réf. nécessaire]
Ce faisant, Kim Geybels fut contrainte par son parti à la démission, ce qu'elle accepta dans un premier temps, avant de se rebiffer en argumentant qu'elle souhaitait siéger au Sénat comme indépendante. Finalement, elle a été exclue du parti et remplacée par son suppléant Piet De Bruyn le 9 octobre 2010.[réf. nécessaire]
Estimant avoir été privée de son mandat de manière irrégulière et avoir dû démissionner sous la pression de membres de son parti, Kim Geybels s'est plainte auprès de la Cour européenne des droits de l'homme (CEDH). Celle-ci a condamné la Belgique le 21 mai 2019 à verser 5 000 euros pour dommage moral et près de 30 000 euros pour frais et dépens.